# Categoria de risc d'un fàrmac en l'embaràs
La categoria de risc d'un fàrmac en l'embaràs és una avaluació del risc de lesió fetal a causa d'un fàrmac, si s'utilitza segons les indicacions de la mare durant l'embaràs. No inclou cap risc conferit per fàrmacs o els seus metabòlits que estan presents en la llet materna.

## Estats Units
El 1979, la Food and Drug Administration (FDA) presentà una classificació dels riscos per al fetus a causa dels productes farmacèutics. Això es basava en un sistema similar que es va introduir a Suècia un any abans. La de la FDA té les següents definicions per a les categories d'embaràs:
| Categories farmacològiques en embaràs segons la FDA. Aquesta taula és la actualitzada al 2007. | |
| Categoria en embaràs A                                                                         | Estudis adequats i ben controlats en dones embarassades no han demostrat risc per al fetus en el primer trimestre de l'embaràs, però no hi ha evidència de risc en els últims trimestres. |
| Categoria en embaràs B                                                                         | Els estudis en la reproducció en animals no han demostrat un efecte advers sobre el fetus, però no hi ha estudis clínics adequats i ben controlats fets en dones embarassades o animals que hagin mostrat un efecte advers. |
| Categoria en embaràs C                                                                         | Estudis en reproducció animal han mostrat un efecte advers sobre el fetus, però no hi ha estudis adequats i ben controlats en éssers humans, però els beneficis potencials permeten utilitzar el fàrmac en dones embarassades malgrat els seus riscos potencials. |
| Categoria en embaràs D                                                                         | Hi ha dades de risc per al fetus basats en experiències d'investigació, de posada en el mercat, registres de reaccions adverses o estudis en humans, encara que els beneficis potencials del seu ús en dones embarassades poden ser acceptables malgrat els riscos probables. |
| Categoria en embaràs X                                                                         | Els estudis en animals o en humans han demostrat anormalitats fetals i/o hi ha evidència de risc al fetus humà basat en els registres de reaccions adverses derivats d'experiències d'investigació o de posada en el mercat i existeixen riscos clars d'ús del fàrmac en dones embarassades, i que clarament sobrepassen els beneficis potencials. L'ús del producte farmacèutic està contraindicat en aquelles dones que estan o que poden quedar embarassades. |

La FDA ha proposat l'actualització del seu etiquetatge («PDF».).